# Badminton-Weltmeisterschaft für Eisenbahner
Badminton-Weltmeisterschaften für Eisenbahner werden seit 1989 ausgetragen. Sie finden aller vier Jahre statt. Organisiert werden sie vom Eisenbahner-Dachverband USIC. Es werden nur die Weltmeister im Team ermittelt, Einzelwettbewerbe werden nicht ausgetragen. Deutschland erreichte 2017 bei der achten Austragung der Titelkämpfe mit Platz drei seine bisher beste Platzierung.

## Austragungsorte
- 1989:  Niederlande, Arnhem
- 1993:  Dänemark, Vejle
- 1997:  Tschechien, Hradec Králové
- 2001:  Frankreich, Saint-Michel-Chef-Chef
- 2005:  Indien, Neu-Delhi, 21. bis 25. November 2005
- 2009:  Tschechien, Olomouc, 30. Juni bis 4. Juli 2009
- 2013:  Russland, Sankt Petersburg, 9. bis 14. Oktober 2013
- 2017:  Schweiz, Bern, 5. bis 9. Juli 2017
- 2024:  Polen, Suchedniów, 1. bis 5. Oktober 2024

## Resultate
| Jahr | Gold     | Silber                 | Bronze                 |
| ---- | -------- | ---------------------- | ---------------------- |
| 1989 | Indien   |                        |                        |
| 1993 | Indien   |                        |                        |
| 1997 | Indien   |                        |                        |
| 2001 | Russland |                        |                        |
| 2005 | Indien   | Russland               | Polen                  |
| 2009 | Indien   | Frankreich             | Polen                  |
| 2013 | Indien   | Frankreich             | Vereinigtes Königreich |
| 2017 | Indien   | Frankreich             | Deutschland            |
| 2024 | Indien   | Vereinigtes Königreich | Bulgarien              |